# Raffaele Molin
Pour les articles homonymes, voir Molin.
Raffaele Molin, né le 27 octobre 1825 et mort le 29 juin 1887 était un scientifique italien ayant eu une carrière de médecin, zoologiste et géologue. Il est notamment connu pour ses contributions en ichtyologie et en parasitologie, ayant notamment décrit de nombreuses espèces de vers parasites.